# Савез пионира Југославије
Савез пионира Југославије (СПЈ) је пионирска организација која је обухватала основно-школску дјецу из првих 7 разреда у СФР Југославији. Савез је основан 27. децембра 1942. године у току НОБ-а, од стране Комунистичке партије Југославије, а по угледу на совјетске пионирске организације. Организација се налазила у структури УСАОЈ-а, односно СКОЈ-а, НОЈ-а и ССОЈ-а, касније. Издавали су „Мале новине“. Чест синоним за ову организацију био је Титови пионири.
Организација је била подијељена у двије групе, млађе пионире (7 до 11 година) и старије пионире (11 до 15 година).
Пријем нових чланова обављан је у првом разреду, током свечаности за Дан Републике. Тог дана ђаци су давали „пионирску заклетву“ и добијали су униформу пионира: плаву капу „титовку“ са црвеном петокраком, белу кошуљу са црвеном марамом и плави шорц.
Посљедња генерација пионира рођена је 1982. године.

## Симболика и значај
Симболи Савеза пионира Југославије били су блиско повезани са идеологијом социјализма и братства и јединства. Црвена марама симболизовала је крв проливену за слободу у Народноослободилачкој борби, а „титовка“ са црвеном петокраком представљала је везу са партизанским покретом и комунистичком идеологијом. Застава пионира била је плаве боје са црвеном петокраком и жутим рубом, а амблем Савеза садржао је стилизовану ватру, симбол младости и ентузијазма.

## Активности и организација
Пионирске организације биле су активне у школама и локалним заједницама. Организоване су разне ваннаставне активности: радне акције, омладинске радне бригаде, излети, такмичења у знању, спортски догађаји, културне и уметничке манифестације, као и учешће у друштвено-корисном раду. Пионири су такође учествовали у обележавању државних празника, као што су Дан Републике, Дан младости и Дан ослобођења.

## Утицај на друштво
СПЈ је имао значајну улогу у обликовању вредности младих генерација у Југославији. Организација је промовисала идеале социјалистичког самоуправљања, интернационализма, антифашизма, колективизма и поштовања различитости. Пионирски систем је био увод у касније чланство у омладинским и партијским организацијама, а многи истакнути друштвени и политички радници били су некада пионири.

## Пионирска заклетва
Текст пионирске заклетве, који је у неким детаљима варирао од школе до школе, на српско-хрватском језику је гласио:
Данас, када постајем пионир
Дајем часну пионирску реч:
Да ћу марљиво учити и радити
поштовати родитеље и старије,
и бити веран и искрен друг,
који држи дату реч;
Да ћу волети нашу самоуправну домовину
Социјалистичку Федеративну Републику Југославију
Да ћу развијати братство и јединство
и идеје за које се борио друг Тито;
Да ћу ценити све људе света
који желе слободу и мир!
Једна од првих верзија свечаног пионирског завета, која је важила у Федеративној Народној Републици Југославији, била је мање захтевна од оне најпознатије:
„Заветујем се пред пионирском заставом и пред својим друговима пионирима да ћу учити и живети као веран син своје домовине – Федеративне Народне Републике Југославије. Заветујем се да ћу чувати братство и јединство наших народа и слободу наше отаџбине стечене крвљу њених најбољих синова. За домовину са Титом напред!“

### Униформе и опрема
- Опрема и прибор
- Униформа за девојчице
- Униформа за дечаке

Експонати Педагошког музеја у Београду

## Распад и наслеђе
Са распадом СФР Југославије почетком 1990-их, Савез пионира је престао да постоји у свом изворном облику. Данас, пионирска симболика и сећање на организацију често се користе у популарној култури, носталгичним догађајима и изложбама.

## Упоредне организације
Сличне пионирске организације постојале су у другим социјалистичким земљама, као што су совјетски „Октябрята“ и „Владимирски пионири“, мађарски „Úttörők“, бугарски „Чавдарчета“, као и кинески „Млади пионири“. Све ове организације имале су за циљ социјалистичко васпитање деце и промовисање колективних вредности.